# Vézilly
Vézilly é uma comuna francesa na região administrativa de Altos da França, no departamento de Aisne. Estende-se por uma área de 10,74 km². Em 2010 a comuna tinha 190 habitantes (densidade: 17,7 hab./km²).